# 世界恐竜谷
世界恐竜谷 (せかいきょうりゅうこく、中国語簡体字：世界恐龙谷) は、中国雲南省禄豊県にある恐竜を専門としたテーマパークである。2008年4月18日に開業。
禄豊県周辺は古竜脚類の化石が多く発見されており、「北に兵馬俑あり、南に世界恐竜谷あり」とも称されるほどである。
恐竜遺跡科学考察観光区とジュラ紀世界観光区の2つのゾーンに分かれており、雲南省で産出される恐竜化石の骨格標本が多数展示されている。